# Radagaisus
Radagaisus (død 23. august 406) var en gotisk konge, som stod i spidsen for en invasion af det Vestromerske rige i perioden 405-406. Invasionen spredte rædsel, først i provinserne i det nuværende Ungarn og Østrig, og derefter i Norditalien. Efter at goterne havde huseret i Italien i et halvt års tid, fik den romerske hærfører Stilicho samlet så mange tropper, at han kunne indlede et modangreb. Goterne måtte opgive deres belejring af Firenze og kort efter blev Radagaisus fanget og henrettet.

## Baggrund
Goterne var opdelt i mange grupperinger - Peter Heather nævner 12 - og var spredt over et stort område nord for Donau og nord for Sortehavet. De østligste af dem kom allerede i det fjerde århundrede under hårdt pres fra hunnerne, og i 376 og 386 fik nogle store grupper gotere lov til at bosætte sig i Romerriget. Fra år 400 er der beretninger om hunner umiddelbart nord for Donaus udløb i Sortehavet, og de følgende år voksede presset på de folkeslag, der boede nord for floden, og dermed nord for grænsen til de to romerske riger. Man har intet kildemateriale, der kan fortælle, hvorfor den gruppe, Radagaisus regerede over, satte sig i bevægelse i 405, men trykket fra hunnerne anses som den afgørende årsag.

## Invasionen
Baseret på den rute, invasionen tog, regner man med, at goterne kom fra steppeområdet nord og øst for Donau i det nuværende Ungarn. Byen Flavia Solva, nær det nuværende Wagna i det sydlige Steiermark, blev næsten jævnet med jorden, og den kom aldrig på fode igen. Længere fremme på ruten blev Aguntum nær det nuværende Lienz i Tyrol brændt ned. Invasionshæren vurderes at have omfattet omkring 20.000 krigere, og sammen med kvinder, børn og gamle, har der været tale om op mod 100.000 mennesker. Foruden de fysiske resultater af hærens fremfærd, kan man også følge dens rute i form af møntfund, hvor dateringen på de gemte mønter passer med invasionen. Endelig er der bevaret overleveringer, for eksempel om beboerne i Scarbantia (det nuværende Sopron i Ungarn), der flygtede fra byen med kurs mod Italien, men som huskede at medbringe resterne af deres helgen, sankt Quirinus af Sescia.
De romerske tropper i grænseprovinserne kunne intet stille op mod Radagaisus invasionshær, og der var ingen felthær af betydning i Italien, så i seks måneder havde goterne frit spil i Norditalien. I mellemtiden samlede Stilicho 30 numerii (regimenter) (på papiret cirka 15.000 mand), og supplerede dem med alanske og hunniske hjælpetropper. Radagaisus havde indledt en belejring af Firenze, men Stilichos hær nåede frem i tide, og goterne blev presset tilbage til højdedragene ved Fiesole, lidt nord for byen. Den samtidige historiker Orosius nævner slet ikke Stilichos indsats (som halvt vandal passede han ikke ind i billedet på de gode romere), og har i stedet en historie om, at Gud "slog Radagaisus med overnaturlig frygt, der drev ham op i bjergene ved Fiesole, og sammenstuvede hans 200.000 mand - og dette er det laveste antal, der er nævnt - uden mad og forsyninger på en hård og gold bjergryg." Radagaisus forsøgte at flygte, men blev fanget. Stilicho fik lavet en aftale med nogle af de gotiske ledere, og det betød at omkring 12.000 gotiske soldater blev indrulleret i den romerske hær. Af de resterende blev der solgt så mange til slaveri, at bunden for en tid gik ud af slavemarkedet. Orosius beretter "De gotiske fanger siges at have været så mangfoldige, at de blev solgt overalt i bundter som det billigste kvæg, til en aureus stykket."

## Slutspil
Stilicho førte Radagaisus til Firenze, og der blev den gotiske konge henrettet 23. august 406. Stilicho fik ikke lov til at nyde triumfen længe. Godt fire måneder senere gik en endnu større styrke af germanere over Rhinen og hærgede i hele Gallien. Heather mener, at Stilicho havde udtyndet garnisonerne langs floden for at skaffe tropper mod goterne, og under alle omstændigheder var det umuligt for den romerske hær at standse invasionen ved grænsen. Stilicho forsøgte uden held at stabilisere situationen, og prestigetabet var så stort, at han i løbet af de følgende år mistede sin indflydelse ved hoffet og blev henrettet 22. august 408.
Historikerne har ikke haft det nemt med Radagaisus invasion. Orosius omtaler ham som en hedensk skyter "der havde svoret at ofre hele den romerske races blod til sine guder". En anden samtidig historiker, Olympiodorus, beskrev også invasionen. Man har ikke bevaret hans værker, men historieskriveren Zosimus, der omkring 90 år senere brugte Olympiodorus beretning som kilde, fik blandet de to invasioner sammen, så Radagaisus kom til at fremstå som leder af en kolossal, multinational invasionshær. I Zosimus udgave af historien haster Stilicho med hæren til den modsatte bred af Donau og besejrer Radagaisus, inden han overhovedet når at betræde romersk jord. Ved hjælp af andre kilder har man efterhånden kunnet stykke en mere korrekt historie sammen.